# Нет Кинг Кол
Натанијел Адамс Колс (17. март 1919 — 15. фебруар 1965), познатији под уметничким именом  Нет Кинг Кол (енгл. Nat King Cole), био је амерички певач, џез пијаниста и глумац. Снимио је преко 100 песама, које су постале хитови на поп листама. Кол је такође глумио у филмовима и на телевизији, а глумио је и у Бродвејском театру. Био је први Афроамериканац који је водио америчку телевизијску емисију. Био је отац кантауторке Натали Кол (1950 - 2015).

## Биографија

### Младост
Натанијел Адамс Колс је рођен у Монтгомерију (Алабама), 17. марта 1919. Имао је три брата: Едија (1910-1970), Ајка (1927-2001) и Фредија (1931 - 2020), и полу-сестру Џојси Колс. Сва браћа су нашли каријеру у музици. Када је Нет Кинг Кол имао четири године, са породицом се преселио у Чикаго у Илиноису, где је његов отац, Едвард Колс, постао Баптистички свештеник.
Кола је његова мајка, Перлина Колс, црквени оргуљаш, научила да свира оргуље. Његов први наступ је био са само четири године. Почео је са формалним музичким образовањем са 12 година, где је учио џез, госпел и класичну музику на клавиру "од Јохана Себастијана Баха, до Сергеја Рахмањинова."
Породица Кол се преселила у Бронзвил насеље у Чикагу,, где је Кол похађао средњу школу "Вендел Филипс Академију", исту школу коју ће појађати и Сем Кук, неколико година касније. Учествовао је у Валтер Дајетовом музичког програму У ДуСабл средњој школи.Често се искрадао из куће да би посећивао клубове, седео би напољу и слушао Луја Армстронга, Ерла Ханса и Џимија Нуна.

### Рана каријера
Са 15 година, исписао се из школе, да би се посветио музичкој каријери, са братом је 1936. формирао бенд, те са њим снимио два сингла за Деку 1936. Године 1937. оженио се са Надине Робинсон. Једно време је свирао клавир по клубовима, а потом је на наговор власника једног од клубова, оформио свој бенд уз басисту Весли Принса и гитаристу Оскара Мура. Бенд су назвали Кинг Кол Трио.
Његов први хит је био "Слатка Лорен" (Sweet Lorraine) 1940. године, а потом, 1941. године следе "То није тако" (That Ain't Right), "Све за Тебе" (All for you) и коначно "Изгубљен Сам" (I'm lost).

### 1950-е
Од Новембра 1956. Кол води своју телевизијску емисију на НБЦ-у. То је био први такве врсте који је водио један Афроамериканац. У почетку програм је трајао око петнаест минута, но то је убрзо продужено на пола сата. Нажалост, иако је компанија Реинголд Пиво, било регионални спонзор, националних спонзора није било, па је емисија упала у финансијске тешкоће. Мада су многи истакнути људи, међу њима и: Хари Белафонте, Ела Фицџералд и Пеги Ли покушали да спасу програм, Кол је ипак одлучио да од њега одустане. Последња епизода је преношена Децембра 1957.
Године 1959. добио је Греми за песму "Поноћни летач" (Midnight Flyer).
Као и многи певачи балада, попут Дина Мартина, Френка Синатре и других, увидео је да су листе најбољих песама преузели извођачи за млађу публику, мада је и он имао један успешан рок хит "Пошаљи за Мене".

## Лични живот
Отприлике у време почетка његове певачке каријере, Кол је постао Слободни зидар.То је било у јануару 1944. у ложи број 49 у Калифорнији. Сем тога био је и велики фан бејзбола.

### Женидбе и деца
Кол је своју прву супругу, Надине Робинсон, упознао док су били на турнеји за бродвејски мјузикл "Мешати" (Shuffle Along). Он је имао 18 година када су се венчали, а она је била разлог што је се он преселио у Лос Анђелес и оформио Нет Кинг Кол трио. Са њом се развео 1948, да би се, само чест дана после развода оженио певачицом Маријом Ховскинс. Имали су петоро деце: Натали (1950-2015), која је и сама имала успешну певачку каријеру, а умрла је од срца, усвојену ћерку Керол (1944-2009), која је била ћерка Маријине сестре, Нет Кели Кола (1959—1995), који је умро од сиде. Коначно, добили су и две близнакиње, Кејси и Тимолин 1961. Марија га је подржавала у последњим фазама болести и остала уз њега до његове смрти.